# Manny Perez
Manny Perez, właśc. Manuel Perez Batista (ur. 5 maja 1969 w Baitoa, Santiago) – dominikański aktor filmowy i telewizyjny.
Urodził się jako jedno z sześciorga dzieci Ramona Pereza. W 1992 roku ukończył na wydziale dramatycznym Marymount Manhattan College. Swój warsztat aktorski rozwijał w Teatru Studio. Został członkiem Labyrinth Theater Company w Nowym Jorku. W 2002 roku zdobył tytuł Najlepszego Aktora na Mediolańskim Międzynarodowym Festiwalu Filmowym we Włoszech za rolę Carlosa Ramireza, młodego ilustratora komiksów w dramacie Washington Heights (2002).

## Filmografia

### Filmy kinowe/wodeo
- 2008: W cieniu chwały (Pride and Glory) jako Coco Dominguez
- 2006: Pieśniarz (El Cantante) jako Eddie
- 2006: Bella jako Manny
- 2000: Danie dnia (Dinner Rush) jako Gabriel
- 1996: Bullet jako Flaco
- 1994: Crooklyn jako Hector
- 1993: Nyû Yôku no koppu jako Tito

### Seriale TV
- 2007: Prawo i bezprawie (Law & Order: Special Victims Unit) jako DEA Agent
- 2005: Brygada ratunkowa (Third Watch) jako Manny Santiago
- 2004: CSI: Kryminalne zagadki Miami (CSI: Miami) jako Manny Orantes
- 2002: Prawo i porządek: Zbrodniczy zamiar (Law & Order: Criminal Intent) jako Jorge Galvez
- 2002: Prawo i bezprawie (Law & Order: Special Victims Unit) jako CSU Tech
- 2001–2002: Prawnicy z Centre Street (100 Centre Street) jako Ramon Rodriguez
- 1999: Rude Awakening jako Jesus
- 1996: Ulice Nowego Jorku (New York Undercover) jako Tony
- 1995: Nowojorscy gliniarze (NYPD Blue) jako Tonio
- 1994: Ulice Nowego Jorku (New York Undercover) jako Tony